# Болл, Ламело
Ламело Лафранс Болл (англ. LaMelo LaFrance Ball; род. 22 августа 2001 года, Чино-Хилс, Калифорния, США) — американский профессиональный баскетболист, играющий на позиции разыгрывающего защитника. Выступает за команду НБА «Шарлотт Хорнетс». На драфте НБА 2020 года был выбран в первом раунде под общим 3-м номером. Болл был признан новичком года в НБА в 2021 году и участвовал в Матче всех звёзд НБА 2022.

## Профессиональная карьера

### Пренай (2017—2018)
11 декабря 2017 года Болл вместе со своим братом Лианджело подписал контракт с «Пренай» из чемпионата Литвы по баскетболу. По имеющимся данным, Болл стал самым молодым американцем, когда-либо подписывавшим контракт с профессиональным баскетбольным клубом. Переезд братьев в Литву активно освещался американскими спортивными СМИ. После приезда «Пренай» вышел из Балтийской баскетбольной лиги и принял участие в различных выставочных играх, спонсируемых компанией Big Baller Brand.
13 января 2018 года Болл дебютировал на профессиональном уровне, не набрав очков за пять минут матча с клубом «Литкабелис». 4 февраля в матче с «Жальгирисом» он набрал максимальные в сезоне 19 очков, реализовав четыре трехочковых броска и шесть передач. В выставочной игре в конце месяца Болл получил травму ноги, из-за которой он выбыл на месяц. 25 апреля Болл вместе с семьей покинул «Пренай», а его отец раскритиковал главного тренера команды Виргиниуса Шешкуса, в частности, за то, что Болл не получал достаточно игрового времени. Болл закончил сезон чемпионата Литвы по баскетболу, набирая в среднем 6,5 очка и 2,4 передачи при 26,8% попаданий с игры за 12,8 минут в среднем за игру.

### Лос-Анджелес Боллерс (2018)
4 мая 2018 года Болл подписал контракт с командой «Лос-Анджелес Боллерс» из Юношеской баскетбольной ассоциации (ЮБА), новой лиги, созданной его отцом как альтернатива баскетболу в колледже, и был заявлен лигой как «звездный игрок». В своем дебюте 21 июня он оформил трипл-дабл из 40 очков, 16 подборов, 10 передач и трех перехватов, реализовав 15 из 40 бросков с игры, в победе над «Нью-Йорк Боллерс» со счетом 134:124. За восемь матчей регулярного чемпионата Болл в среднем делал трипл-дабл, набирая 39,6 очка, 14,6 подбора и 11,5 передачи за игру, и был включен в число участников Матча всех звезд. В полуфинале плей-офф против «Нью-Йорк Боллерс» он набрал рекордные в сезоне 55 очков, 16 подборов и семь передач. Он привел «Лос-Анджелес» к чемпионству в ЮБА. По окончании сезона Болл был включен в состав сборной лиги под названием Сборная США ЮБА, которой предстояло встретиться с несколькими европейскими командами в рамках международного турне. 31 октября в выставочной игре против «Джукии» он был удален из команды после того, как ударил по лицу игрока соперника во время потасовки. 5 ноября он покинул турне ЮБА и вернулся в среднюю школу в США для проведения выпускного сезона.

### Иллаварра Хокс (2019—2020)

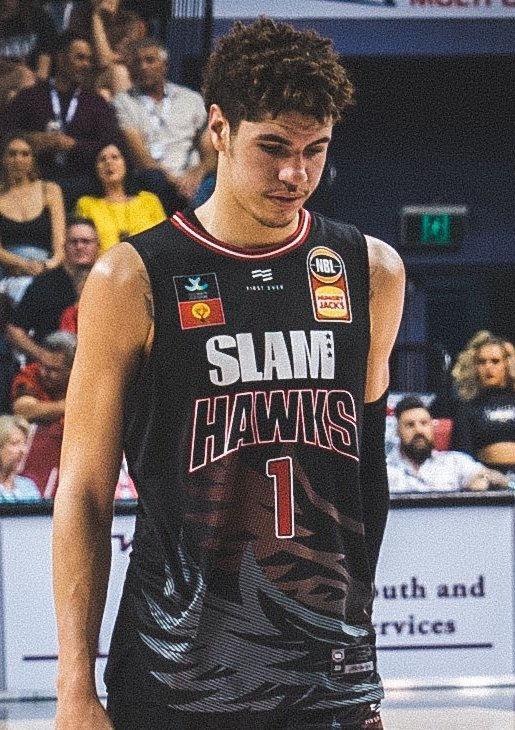
Болл в составе команды «Ильварра Хокс» в октябре 2019 года

17 июня 2019 года Болл подписал двухлетний контракт, включающий пункт об уходе в НБА, с командой «Ильварра Хокс» из австралийской Национальной баскетбольной лиги (НБЛ). Он присоединился к «Хокс» в рамках программы «NBL Next Stars», направленной на развитие перспективных игроков для драфта НБА. В августе 2019 года, играя за команду «No Shnacks» в Drew League, Болл получил награду «Лидер новой школы», которая присуждается лучшему новичку лиги. На сезон НБЛ он переехал в Австралию вместе со своим бывшим тренером из Академии SPIRE Джермейном Джексоном, который стал его менеджером и помог ему акклиматизироваться. В конце сентября Болл успешно выступил на NBL Blitz, предсезонном турнире. Он набрал 19 очков, сделал 13 подборов и семь передач в предсезонной победе над командой «Перт Уайлдкэтс».
6 октября в первом матче регулярного чемпионата Болл набрал 12 очков, 10 подборов и пять передач при точных 6 из 17 бросков в проигрыше команде «Брисбен Буллетс». После травмы звездного разыгрывающего Аарона Брукса 27 октября, которая завершила его сезон, Болл стал играть более важную роль в команде. 25 ноября в овертайме в матче с командой «Кэрнс Тайпанс» Болл набрал максимальные в сезоне 32 очка, 11 подборов и 13 передач, став самым молодым игроком НБЛ, оформившим трипл-дабл. В следующем матче Болл оформил ещё один трипл-дабл, набрав 25 очков, 12 подборов и 10 передач в поражении новозеландской команде «Брейкерс». Болл стал четвёртым игроком в истории лиги и первым с момента перехода НБЛ на 40-минутные игры в 2009 году, которому удалось сделать трипл-дабл в двух матчах подряд.
8 декабря, ещё до начала игры, было объявлено, что после ушиба стопы на тренировке Болл пропустит около четырёх недель. 16 января 2020 года, все ещё восстанавливаясь от травмы, Болл принял решение отказаться от участия в оставшейся части сезона. 28 января он покинул «Хокс», чтобы вернуться в США и готовиться к драфту НБА 2020 года. В 12 матчах НБЛ Болл набирал в среднем 17 очков, делал 7,4 подбора и 6,8 передачи за игру, реализуя 37,7% бросков с игры. По итогам сезона он был признан новичком года НБЛ, опередив Куата Нои на пять голосов. До игры в НБЛ Болл прогнозировался как игрок второго раунда или, возможно, как невыбранный на драфте, но за время игры в «Хокс» он укрепился в статусе игрока из топ-3 и потенциального первого выбора на драфте НБА 2020 года.

### Шарлотт Хорнетс (2020—настоящее время)

#### 2020—2021: Новичок года
Ламело был выбран под третьим номером на драфте НБА 2020 года командой «Шарлотт Хорнетс». 30 ноября он подписал контракт с клубом. 23 декабря 2020 годы Болл дебютировал за «Хорнетс» в матче против «Кливленд Кавальерс». Он вышел на паркет со скамейки запасных, отдал 3 передачи и совершил 2 перехвата и не набрал ни одного очка. 26 декабря 2020 года Ламело отметился в графе результативность 13 набранными очками. 30 декабря 2020 года на счету игрока было 22 очка, 8 подборов, 5 передач. 9 января 2021 года Болл в матче против «Атланта Хокс» стал самым молодым игроком в истории НБА, который сделал трипл-дабл. В день игры ему было 19 лет и 177 дней. Игрок набрал 22 очка, сделал 12 подборов и отдал 11 передач.
30 января Болл набрал максимальные в карьере 27 очков, сделал пять подборов, девять передач и четыре перехвата в победе над «Милуоки Бакс». За свою игру в декабре и январе Болл был признан новичком месяца в Восточной конференции, набирая в среднем 12,2 очка, 6,1 передачи, 5,9 подбора и 1,4 перехвата за первые 21 игру в НБА. 1 февраля Болл первый раз вышел в стартовой пятерке в матче НБА в своей карьере в матче против «Майами Хит». Болл закончил игру с 14 очками, пятью подборами и семью передачами. 5 февраля Болл набрал 34 очка, восемь передач, четыре подбора, два перехвата и один блок в проигрыше команде «Юта Джаз». Он также стал самым молодым игроком в истории франшизы «Хорнетс», набравшим 30 очков. В феврале он снова был назван новичком месяца, набирая в среднем 20,1 очка, 6,2 подбора и 6,7 передачи в 13 матчах. 21 марта Болл получил перелом кости правого запястья в матче с «Лос-Анджелес Клипперс» и выбыл на неопределенный срок. 19 апреля Болл получил разрешение на возобновление занятий баскетболом. 1 мая Болл дебютировал после травмы, набрав 11 очков, 7 подборов и 8 передач в матче с «Детройт Пистонс». По окончании сезона Болл был назван новичком года НБА сезона 2020/21 и включен в первую сборную новичков НБА.

#### 2021—2022: первый выбор на Матч всех звезд НБА
В дебютном матче сезона 2021/22 в составе «Хорнетс» Болл реализовал семь трехочковых бросков, набрав 31 очко, девять подборов и семь передач в победе над «Индианой Пэйсерс».
17 ноября Болл набрал 11 очков и отдал 14 передач в победе над «Вашингтон Уизардс».
1 декабря Болл набрал 36 очков, девять передач, пять подборов и три перехвата в матче с «Милуоки Бакс».
2 февраля 2022 года Болл набрал 38 очков, девять передач и пять подборов в матче с «Бостон Селтикс».
7 февраля Болл был выбран на свой первый Матч всех звезд НБА вместо Кевина Дюранта, получившего травму.

#### 2022—2023: Травма до конца сезона
Перед сезоном НБА 2022/23 Болл сменил свой игровой номер с номера 2 на номер 1. 13 февраля 2023 года Болл набрал 30 очков, сделал шесть подборов и 15 передач, что стало рекордом в карьере, в победе над «Атлантой Хокс». Он также стал первым игроком в истории «Хорнетс», набравшим в одной игре не менее 30 очков, пяти подборов и 15 передач. 16 февраля Болл набрал 28 очков, сделал 10 передач и 12 подборов в победе над «Сан-Антонио Спёрс», что стало для него лучшим результатом в сезоне. Он стал вторым самым молодым игроком в истории НБА, набравшим 1000 очков, 1000 подборов и 1000 передач за карьеру, уступая только Леброну Джеймсу. 27 февраля во время матча против «Детройт Пистонс» Болл получил травму правой лодыжки. После игры «Хорнетс» объявили, что Болл получил перелом лодыжки и выбыл на неопределенный срок. 1 марта Болл успешно перенес операцию и выбыл до конца сезона.

#### 2023—2024: Продление контракта с «Хорнетс»
6 июля 2023 года Болл подписал новый контракт с «Хорнетс». 5 ноября Болл оформил трипл-дабл, набрав 30 очков, 13 передач и 10 подборов в матче с «Даллас Маверикс» (124:118).

#### 2024—2025: Рекорд карьеры по набранным очкам
23 октября 2024 года в стартовом матче сезона «Хорнетс» Болл набрал 34 очка, восемь подборов и 11 передач в победе над «Хьюстон Рокетс» со счетом 110:105. Болл также стал первым игроком в истории «Хорнетс», набравшим не менее 30 очков и отдавшим 10 передач в стартовом матче сезона. 23 ноября Болл набрал максимальные в карьере 50 очков, сделал пять подборов и 10 передач в матче с «Милуоки Бакс», проигранном со счетом 119:125. Он стал третьим самым молодым игроком в истории НБА, набравшим 50 очков. После 50-очковой игры с «Бакс» Болл набрал 44 очка в следующей же игре против «Орландо Мэджик» в поражении со счетом 84:95. 20 марта 2025 года в матче против «Нью-Йорк Никс» (115:98) Болл провел на площадке 28 минут и набрал 25 очков, 5 подборов и 8 передач.
28 марта 2025 года стало известно, что Ламело Болл выбыл до конца сезона. Он перенесет две незначительных операции на голеностопе и запястье.

## Статистика

### Статистика в НБА
| Сезон                                                                                    | Команда | Регулярный сезон | Регулярный сезон | Регулярный сезон | Регулярный сезон | Регулярный сезон | Регулярный сезон | Регулярный сезон | Регулярный сезон | Регулярный сезон | Регулярный сезон | Регулярный сезон | Серия плей-офф | Серия плей-офф | Серия плей-офф | Серия плей-офф | Серия плей-офф | Серия плей-офф | Серия плей-офф | Серия плей-офф | Серия плей-офф | Серия плей-офф | Серия плей-офф |
| Сезон                                                                                    | Команда | GP               | GS               | MPG              | FG%              | 3P%              | FT%              | RPG              | APG              | SPG              | BPG              | PPG              | GP             | GS             | MPG            | FG%            | 3P%            | FT%            | RPG            | APG            | SPG            | BPG            | PPG            |
| ---------------------------------------------------------------------------------------- | ------- | ---------------- | ---------------- | ---------------- | ---------------- | ---------------- | ---------------- | ---------------- | ---------------- | ---------------- | ---------------- | ---------------- | -------------- | -------------- | -------------- | -------------- | -------------- | -------------- | -------------- | -------------- | -------------- | -------------- | -------------- |
| 2020/21                                                                                  | Шарлотт | 51               | 31               | 28,8             | 43,6             | 35,2             | 75,8             | 5,9              | 6,1              | 1,6              | 0,4              | 15,7             | Не участвовал  | Не участвовал  | Не участвовал  | Не участвовал  | Не участвовал  | Не участвовал  | Не участвовал  | Не участвовал  | Не участвовал  | Не участвовал  | Не участвовал  |
| 2021/22                                                                                  | Шарлотт | 75               | 75               | 32,3             | 42,9             | 38,9             | 87,2             | 6,7              | 7,6              | 1,6              | 0,4              | 20,1             | Не участвовал  | Не участвовал  | Не участвовал  | Не участвовал  | Не участвовал  | Не участвовал  | Не участвовал  | Не участвовал  | Не участвовал  | Не участвовал  | Не участвовал  |
| 2022/23                                                                                  | Шарлотт | 36               | 36               | 35,2             | 41,1             | 37,6             | 83,6             | 6,4              | 8,4              | 1,3              | 0,3              | 23,3             | Не участвовал  | Не участвовал  | Не участвовал  | Не участвовал  | Не участвовал  | Не участвовал  | Не участвовал  | Не участвовал  | Не участвовал  | Не участвовал  | Не участвовал  |
| 2023/24                                                                                  | Шарлотт | 22               | 22               | 32,3             | 43,3             | 35,5             | 86,5             | 5,1              | 8,0              | 1,8              | 0,2              | 23,9             | Не участвовал  | Не участвовал  | Не участвовал  | Не участвовал  | Не участвовал  | Не участвовал  | Не участвовал  | Не участвовал  | Не участвовал  | Не участвовал  | Не участвовал  |
| 2024/25                                                                                  | Шарлотт | 47               | 47               | 32,0             | 40,5             | 33,9             | 84,3             | 4,9              | 7,4              | 1,1              | 0,3              | 25,2             | Не участвовал  | Не участвовал  | Не участвовал  | Не участвовал  | Не участвовал  | Не участвовал  | Не участвовал  | Не участвовал  | Не участвовал  | Не участвовал  | Не участвовал  |
|                                                                                          | Всего   | 231              | 211              | 31,9             | 42,1             | 36,5             | 83,7             | 6,0              | 7,4              | 1,5              | 0,3              | 21,0             | Не участвовал  | Не участвовал  | Не участвовал  | Не участвовал  | Не участвовал  | Не участвовал  | Не участвовал  | Не участвовал  | Не участвовал  | Не участвовал  | Не участвовал  |
| Наведите курсор мыши на аббревиатуры в заголовке таблицы, чтобы прочесть их расшифровку. |         |                  |                  |                  |                  |                  |                  |                  |                  |                  |                  |                  |                |                |                |                |                |                |                |                |                |                |                |

### Статистика в других лигах
| Сезон | Команда        | Лига            | GP | GS | MPG  | FG%  | 3P%  | FT%  | RPG  | APG | SPG | BPG | PFL | TOV | PPG  |
| --- | -------------- | --------------- | -- | -- | ---- | ---- | ---- | ---- | ---- | --- | --- | --- | --- | --- | ---- |
| 2017/18 | Пренай         | Чемпионат Литвы | 8  | 1  | 12,8 | 26,8 | 25,0 | 73,7 | 1,1  | 2,4 | 0,8 | 0,1 | 1,9 | 1,3 | 6,5  |
| 2019/20 | Все клубы      | Все лиги        | 13 | 13 | 31,3 | 38,9 | 27,9 | 70,0 | 7,8  | 6,8 | 1,5 | 0,2 | 2,6 | 2,5 | 17,2 |
| 2019/20 | Иллаварра Хокс | НБЛ             | 12 | 12 | 31,2 | 37,7 | 25,0 | 72,3 | 7,4  | 6,8 | 1,7 | 0,2 | 2,6 | 2,5 | 17,0 |
| 2019/20 | Иллаварра Хокс | НБЛ Блиц        | 1  | 1  | 32,7 | 58,3 | 66,7 | 33,3 | 13,0 | 7,0 | 0,0 | 0,0 | 3,0 | 3,0 | 19,0 |
| Всего | Всего          | Всего           | 21 | 14 | 24,3 | 36,3 | 27,1 | 71,0 | 5,3  | 5,1 | 1,2 | 0,1 | 2,3 | 2,0 | 13,1 |
| Наведите курсор мыши на аббревиатуры в заголовке таблицы, чтобы прочесть их расшифровку Статистика приведена с сайта basketball.realgm.com |                |                 |    |    |      |      |      |      |      |     |     |     |     |     |      |